# إريك مون
إريك مون هو ممثل ومغني كوري جنوبي ولد في 16 فبراير 1979.قام بدور البطولة في مسلسل الجواسيس الذين أحبوني.